# Zygmunt Mieszczak
Zygmunt Mieszczak pseud. „Tadek” (ur. 18 lutego 1925 w Kielcach, zm. 4 lutego 2023) – weteran Szarych Szeregów oraz Armii Krajowej. 

## Życiorys
Po II wojnie światowej żołnierz wyklęty w ramach grupy „Zawiszaków” w Grodzisku Mazowieckim. Ujawnił się sam podczas amnestii w 1947. Za pomoc uciekającym do Szwecji został skazany na prawie 3 lata więzienia, zwolniony w wyniku amnestii w 1953. Udało mu się ukończyć studia, zacząć pracę, założyć rodzinę. W III RP został odznaczony Krzyżem AK, w 2006 Srebrnym Medalem „Za zasługi dla obronności kraju”, w 2011 Złotym Krzyżem Zasługi, a w 2017 także Krzyżem Orderu Krzyża Niepodległości. 12 listopada 2018 został nominowany przez Prezydenta RP na Kanclerza Kapituły Orderu Krzyża Niepodległości, w 2021 otrzymał Krzyż Oficerski Orderu Odrodzenia Polski. Posiadał stopień kapitana Sił Zbrojnych RP w stanie spoczynku.